# 1622
Il 1622 (MDCXXII in numeri romani) è un anno  del XVII secolo.

## Eventi
- 12 marzo – canonizzazione di Sant'Ignazio di Loyola, fondatore della Compagnia di Gesù – San Filippo Neri - San Francesco Saverio - Santa Teresa d'Avila – Sant'Isidoro l'Agricoltore.
- 29 agosto – Battaglia di Fleurus: Un'armata spagnola al comando di Gonzalo Fernández de Córdoba sconfigge un esercito protestante tedesco al servizio delle Province Unite.

## Nati

### Gennaio
- 11 gennaio - Luigi di Guisa, nobile francese († 1654)
- 16 gennaio - Stephan Kessler, pittore austriaco († 1700)
- 20 gennaio - Antonio Sebastián de Toledo Molina y Salazar, nobile spagnolo († 1715)
- 27 gennaio - Pasquale Malaspina, nobile italiano († 1669)
- 28 gennaio - Adrien Auzout, astronomo francese († 1691)

### Febbraio
- 7 febbraio - Vittoria della Rovere, nobile italiana († 1694)
- 8 febbraio - Niwa Mitsushige, militare giapponese († 1701)
- 21 febbraio - Camillo Francesco Maria Pamphili, cardinale, nobiluomo e militare italiano († 1666)
- 24 febbraio - Johannes Clauberg, teologo e filosofo tedesco († 1665)
- 25 febbraio - Cristiano Luigi di Brunswick-Lüneburg, duca tedesco († 1665)
- 27 febbraio - Carel Fabritius, pittore olandese († 1654)

### Marzo
- 1º marzo - Jan Beerstraaten, pittore olandese († 1666)
- 13 marzo - Lawrence Rooke, astronomo e matematico inglese († 1662)
- 15 marzo - Orazio Mattei, cardinale e arcivescovo cattolico italiano († 1688)
- 20 marzo - Ricciarda Cybo Malaspina, nobildonna italiana († 1683)
- 23 marzo - Girolamo Boncompagni, cardinale e arcivescovo cattolico italiano († 1684)
- 25 marzo - Isidoro Affaitati, architetto e ingegnere italiano
- 28 marzo - Ermes di Colloredo, poeta e militare italiano († 1692)

### Aprile
- 2 aprile - Juan Torrecillas y Ruiz de Cárdenas, arcivescovo cattolico spagnolo († 1688)
- 4 aprile - Loreto Mattei, poeta e storico italiano († 1705)
- 5 aprile - Vincenzo Viviani, matematico, astronomo e ingegnere italiano († 1703)
- 7 aprile - Carlo Pio di Savoia iuniore, cardinale e vescovo cattolico italiano († 1689)
- 8 aprile - Lebrecht di Anhalt-Köthen, principe († 1669)
- 12 aprile - Payo Enríquez de Rivera, arcivescovo cattolico spagnolo († 1684)
- 17 aprile - Carlo Cesi, pittore e incisore italiano († 1682)
- 18 aprile - Luisa Hollandina del Palatinato, nobile tedesca († 1709)
- 30 aprile - Giovanni Maria Morandi, pittore italiano († 1717)

### Maggio
- 1º maggio - Carlo De Vincentiis, violinista italiano († 1677)
- 2 maggio - Silvio I Nimrod di Württemberg-Oels, duca († 1664)
- 4 maggio - Juan de Valdés Leal, pittore spagnolo († 1690)
- 8 maggio - Claes Rålamb, politico svedese († 1698)
- 12 maggio - Louis de Buade de Frontenac, funzionario francese († 1698)
- 15 maggio - Ottavio I Gonzaga, nobile e militare italiano († 1663)

### Giugno
- 5 giugno - Giovanni Fiore da Cropani, scrittore e religioso italiano († 1683)
- 6 giugno - Claude-Jean Allouez, missionario, religioso e esploratore francese († 1689)
- 26 giugno - Valdemaro Cristiano di Schleswig-Holstein, conte danese († 1656)
- 29 giugno - Emerich Sinelli, vescovo cattolico austriaco († 1685)

### Luglio
- 4 luglio - Pierre Boucher, esploratore francese († 1717)
- 15 luglio - Karl Heinrich von Metternich-Winneburg, arcivescovo cattolico tedesco († 1679)
- 26 luglio - Cristiano Augusto del Palatinato-Sulzbach, conte († 1708)

### Agosto
- 3 agosto - Volfango Giulio di Hohenlohe-Neuenstein, conte tedesco († 1698)
- 19 agosto - James Compton, III conte di Northampton, ufficiale e politico inglese († 1681)
- 24 agosto - Samuel Lincoln, inglese († 1690)
- 27 agosto - Jakob Thomasius, filosofo tedesco († 1684)

### Settembre
- 16 settembre - Richard Sackville, V conte di Dorset, nobile e politico inglese († 1677)
- 21 settembre - Stanisław Solski, matematico, architetto e gesuita polacco († 1701)
- 22 settembre - Jacques Savary, mercante, scrittore e funzionario francese († 1690)
- 30 settembre - Johann Sebastiani, musicista e compositore tedesco († 1683)

### Ottobre
- 10 ottobre - Johannes Lingelbach, pittore e incisore olandese († 1674)
- 15 ottobre - Magnus Gabriel De la Gardie, politico e militare svedese († 1686)
- 22 ottobre - Pieter Boel, pittore fiammingo († 1674)
- 30 ottobre - Maximilian Gandolph von Künburg, cardinale austriaco († 1687)

### Novembre
- 8 novembre - Carlo X Gustavo di Svezia, sovrano svedese († 1660)
- 18 novembre - Paolo Savelli, cardinale italiano († 1685)
- 30 novembre - Robert van den Hoecke, pittore, incisore e architetto fiammingo († 1668)

### Senza giorno specificato
- Giovanni Francesco Bafico, religioso e poeta italiano († 1694)
- Ercole Bernabei, compositore e organista italiano († 1687)
- Coenraad van Beuningen, diplomatico e politico olandese († 1693)
- Chai, sovrano siamese († 1656)
- Philippe Couplet, missionario belga († 1692)
- Francisco Herrera il Giovane, pittore e architetto spagnolo († 1685)
- Ignazio Andrea I Akhidjan, patriarca cattolico siriano († 1677)
- Juan Manuel de Zúñiga, ufficiale spagnolo († 1660)
- Anders Kempe, medico e filosofo svedese († 1689)
- Diego La Matina, religioso italiano († 1658)
- Conrad Lauwers, incisore fiammingo († 1675)
- Joseph-Antoine Le Febvre de La Barre, militare e funzionario francese († 1688)
- Gerrit Lundens, pittore olandese († 1686)
- Giovanni Maccari, artigiano italiano († 1697)
- Pietro Magri, presbitero italiano († 1688)
- Huw Morus, scrittore gallese († 1709)
- Giuseppe Orceoli, giurista italiano († 1698)
- Carlo Perugini, architetto italiano († 1702)
- Molière, commediografo, attore teatrale e drammaturgo francese († 1673)
- John Tippetts, ingegnere britannico († 1692)
- Bernardo Varenio, geografo tedesco († 1650)
- Edward Winter, funzionario e politico britannico († 1686)
- Hannah Woolley, scrittrice britannica († 1675)
- Carlo Emanuele d'Este, nobile († 1695)
- Johannes de Raey, filosofo olandese († 1702)
- Ignacio de la Cerda, vescovo cattolico spagnolo († 1702)

## Morti

### Gennaio
- 9 gennaio - Alix Le Clerc, religiosa francese (n. 1576)
- 13 gennaio - Giorgio Raguseo, filosofo, teologo e oratore italiano (n. 1580)
- 22 gennaio - Cesare Ripa, storico dell'arte e scrittore italiano (n. 1555)
- 23 gennaio - William Baffin, navigatore e esploratore inglese (n. 1584)
- 25 gennaio - Carlo Filippo Vasa, principe svedese (n. 1601)
- 26 gennaio - Khusrau Mirza, principe indiano (n. 1587)

### Febbraio
- 11 febbraio - Alfonso Fontanelli, compositore, scrittore e diplomatico italiano (n. 1557)
- 19 febbraio - Frans Pourbus il Giovane, pittore fiammingo (n. 1569)
- 19 febbraio - Henry Savile, matematico e traduttore inglese (n. 1549)
- 23 febbraio - Francesco Branciforte, marchese di Militello, nobile e mecenate italiano (n. 1575)

### Marzo
- 5 marzo - Ranuccio I Farnese, nobile italiano (n. 1569)
- 10 marzo - Georg Braun, cartografo tedesco (n. 1541)
- 31 marzo - Cristovão da Sá, arcivescovo cattolico portoghese

### Aprile
- 6 aprile - Vincenzo Filliucci, gesuita e teologo italiano (n. 1566)
- 13 aprile - Giovannetta di Sayn-Wittgenstein, nobile tedesca (n. 1561)
- 15 aprile - Leandro Bassano, pittore italiano (n. 1557)
- 17 aprile - Richard Hawkins, pirata, navigatore e esploratore inglese (n. 1562)
- 21 aprile - Michelangelo Tonti, cardinale e arcivescovo cattolico italiano (n. 1566)
- 24 aprile - Fedele da Sigmaringen, presbitero e santo tedesco (n. 1577)
- 24 aprile - Ludovico Acerbi, magistrato e politico italiano

### Maggio
- 5 maggio - Álvaro III del Congo, re (n. 1595)
- 10 maggio - Fedele da San Germano, predicatore italiano (n. 1569)
- 15 maggio - Petrus Plancius, astronomo e cartografo fiammingo (n. 1552)
- 17 maggio - Lionello Spada, pittore italiano (n. 1576)
- 19 maggio - Dilaver Pascià, politico e militare ottomano
- 20 maggio - Osman II, sultano ottomano (n. 1604)
- 20 maggio - Ohrili Hüseyin Pascià, politico ottomano
- 23 maggio - Cipriano Campomenoso, mercante italiano
- 29 maggio - Johann Salmuth, teologo e predicatore tedesco (n. 1552)

### Giugno
- 3 giugno - Franceschino Carracci, pittore italiano (n. 1595)
- 13 giugno - Orazio Mattei, vescovo cattolico, diplomatico e nobile italiano (n. 1574)
- 13 giugno - Kara Davud Pascià, politico e militare ottomano (n. 1570)
- 17 giugno - Raffaello Schiaminossi, pittore e incisore italiano (n. 1572)
- 24 giugno - Oda Nagamasu, militare giapponese (n. 1548)

### Luglio
- 27 luglio - Tommaso Knyvet, I barone Knyvet, nobile britannico (n. 1545)

### Agosto
- 7 agosto - Hasekura Tsunenaga, militare giapponese (n. 1571)
- 7 agosto - Juan de Arguijo, poeta spagnolo (n. 1567)
- 8 agosto - David de Haen, pittore olandese (n. 1585)
- 10 agosto - Giovanni Battista Viola, pittore italiano (n. 1576)
- 12 agosto - Giovanni Antonio Bovio, vescovo cattolico e teologo italiano (n. 1560)
- 14 agosto - Henri de Gondi, cardinale e vescovo cattolico francese (n. 1572)
- 16 agosto - Ishikawa Akimitsu, militare giapponese (n. 1550)
- 19 agosto - Federico di Sassonia-Weimar, duca e militare tedesco (n. 1596)
- 20 agosto - Raphael Egli, teologo e alchimista svizzero (n. 1559)

### Settembre
- 8 settembre - Galeazzo Sanvitale, arcivescovo cattolico italiano (n. 1566)
- 10 settembre - Carlo Spinola, missionario e presbitero italiano (n. 1564)
- 14 settembre - Muzio II Sforza di Caravaggio, nobile italiano (n. 1576)
- 14 settembre - Alof de Wignacourt, militare francese (n. 1547)
- 15 settembre - Camillo Costanzo, gesuita e missionario italiano (n. 1571)
- 19 settembre - Gerard Herbert, generale inglese
- 29 settembre - Filippo Filonardi, cardinale e vescovo cattolico italiano (n. 1582)

### Ottobre
- 4 ottobre - Francesco Accarigi, giurista italiano (n. 1550)
- 9 ottobre - Giovanni di Schleswig-Holstein-Sonderburg, principe danese (n. 1545)
- 13 ottobre - Francesco di Gonzaga-Nevers, nobile francese (n. 1606)
- 16 ottobre - Giovanni Emo, vescovo cattolico italiano (n. 1565)
- 18 ottobre - Arcangela Paladini, pittrice, cantante e poetessa italiana (n. 1596)
- 19 ottobre - Pedro Fernández de Castro, politico spagnolo (n. 1560)

### Novembre
- 1º novembre - Pietro Paolo Navarro, religioso italiano (n. 1560)
- 17 novembre - Luigi Battista Baccarini, abate italiano
- 25 novembre - Giovanni Dolfin, politico e cardinale italiano (n. 1545)
- 29 novembre - Marzio Andreuzzi, vescovo cattolico italiano (n. 1557)
- 30 novembre - Squanto,  nativo americano

### Dicembre
- 7 dicembre - Sofia di Brandeburgo,  tedesca (n. 1568)
- 8 dicembre - Valentin Schmalz, teologo tedesco (n. 1572)
- 12 dicembre - Bartolomeo Manfredi, pittore italiano (n. 1582)
- 21 dicembre - Giuseppe Buonfiglio, militare e storico italiano (n. 1547)
- 22 dicembre - Ermolao II Barbaro, patriarca cattolico italiano (n. 1548)
- 22 dicembre - Giulio Cesare Cortese, poeta italiano (n. 1575)
- 23 dicembre - Redento Baranzano, presbitero, astronomo e scrittore italiano (n. 1590)
- 25 dicembre - Pjetër Budi, presbitero e scrittore albanese (n. 1566)
- 26 dicembre - Melchior Adam, scrittore tedesco
- 28 dicembre - Francesco di Sales, vescovo cattolico francese (n. 1567)
- 29 dicembre - Silla Longhi, scultore italiano
- 31 dicembre - Filippo Cluverio, storico e geografo tedesco (n. 1580)

### Senza giorno specificato
- Apollonia di Nagasaki, beata giapponese
- Cipriano di Suzdal', religioso e santo russo
- Dionisio di Zante, vescovo ortodosso greco (n. 1547)
- Upagnuvarat, sovrano laotiano (n. 1597)
- Voravongse II, sovrano laotiano (n. 1585)
- Ambrogio Buonvicino, scultore italiano (n. 1552)
- Bernardino Cesari, pittore italiano (n. 1571)
- Wendel Dietrich, intagliatore, ebanista e architetto tedesco (n. 1535)
- Denis Godefroy, giurista francese (n. 1549)
- Giovanni Battista Grillo, organista e compositore italiano
- Giulio Iasolino, anatomista e idrologo italiano (n. 1538)
- Giovanni Giacomo Imperiale Tartaro, doge (n. 1554)
- Francesco d'Isa, drammaturgo italiano (n. 1572)
- Kyōgoku Takatomo, militare giapponese (n. 1572)
- William Leighton, compositore e editore inglese
- Michael Maier, medico, alchimista e musicista tedesco (n. 1568)
- Claudio Mangerio, gesuita italiano (n. 1590)
- Michelangelo Naccherino, scultore e architetto italiano (n. 1550)
- Ercole Negro di Sanfront, architetto e generale italiano (n. 1541)
- Isidoro Pentorio, vescovo cattolico italiano (n. 1568)
- Pedro Páez, gesuita e missionario spagnolo (n. 1564)
- John Rolfe, imprenditore britannico
- Raffaello Rontani, compositore italiano
- Rosato Rosati, architetto italiano (n. 1559)
- Salvatore Sacchi, compositore italiano (n. 1572)
- Satomi Tadayoshi, militare giapponese (n. 1594)
- Franz Schott, giurista e viaggiatore fiammingo (n. 1548)
- Peter Sengelaub, pittore e architetto tedesco
- Pietro Sorri, pittore italiano (n. 1556)
- Scipione Stella, compositore italiano
- Vespasiano Strada, pittore e incisore italiano
- Rodrigo de Villandrando, pittore spagnolo (n. 1580)
- Prokopij Čirin, pittore russo

## Calendario
| Calendario 1622 | Calendario 1622 | Calendario 1622 | Calendario 1622 | Calendario 1622 | Calendario 1622 | Calendario 1622 | Calendario 1622 | Calendario 1622 | Calendario 1622 | Calendario 1622 | Calendario 1622 | Calendario 1622 | Calendario 1622 | Calendario 1622 | Calendario 1622 | Calendario 1622 | Calendario 1622 | Calendario 1622 | Calendario 1622 | Calendario 1622 | Calendario 1622 | Calendario 1622 | Calendario 1622 | Calendario 1622 | Calendario 1622 | Calendario 1622 | Calendario 1622 | Calendario 1622 | Calendario 1622 | Calendario 1622 | Calendario 1622 | Calendario 1622 |
| --------------- | --------------- | --------------- | --------------- | --------------- | --------------- | --------------- | --------------- | --------------- | --------------- | --------------- | --------------- | --------------- | --------------- | --------------- | --------------- | --------------- | --------------- | --------------- | --------------- | --------------- | --------------- | --------------- | --------------- | --------------- | --------------- | --------------- | --------------- | --------------- | --------------- | --------------- | --------------- | --------------- |
|                 | 1               | 2               | 3               | 4               | 5               | 6               | 7               | 8               | 9               | 10              | 11              | 12              | 13              | 14              | 15              | 16              | 17              | 18              | 19              | 20              | 21              | 22              | 23              | 24              | 25              | 26              | 27              | 28              | 29              | 30              | 31              |                 |
| Gennaio         | Sa              | Do              | Lu              | Ma              | Me              | Gi              | Ve              | Sa              | Do              | Lu              | Ma              | Me              | Gi              | Ve              | Sa              | Do              | Lu              | Ma              | Me              | Gi              | Ve              | Sa              | Do              | Lu              | Ma              | Me              | Gi              | Ve              | Sa              | Do              | Lu              |                 |
| Febbraio        | Ma              | Me              | Gi              | Ve              | Sa              | Do              | Lu              | Ma              | Me              | Gi              | Ve              | Sa              | Do              | Lu              | Ma              | Me              | Gi              | Ve              | Sa              | Do              | Lu              | Ma              | Me              | Gi              | Ve              | Sa              | Do              | Lu              |                 |                 |                 |                 |
| Marzo           | Ma              | Me              | Gi              | Ve              | Sa              | Do              | Lu              | Ma              | Me              | Gi              | Ve              | Sa              | Do              | Lu              | Ma              | Me              | Gi              | Ve              | Sa              | Do              | Lu              | Ma              | Me              | Gi              | Ve              | Sa              | Do              | Lu              | Ma              | Me              | Gi              |                 |
| Aprile          | Ve              | Sa              | Do              | Lu              | Ma              | Me              | Gi              | Ve              | Sa              | Do              | Lu              | Ma              | Me              | Gi              | Ve              | Sa              | Do              | Lu              | Ma              | Me              | Gi              | Ve              | Sa              | Do              | Lu              | Ma              | Me              | Gi              | Ve              | Sa              |                 |                 |
| Maggio          | Do              | Lu              | Ma              | Me              | Gi              | Ve              | Sa              | Do              | Lu              | Ma              | Me              | Gi              | Ve              | Sa              | Do              | Lu              | Ma              | Me              | Gi              | Ve              | Sa              | Do              | Lu              | Ma              | Me              | Gi              | Ve              | Sa              | Do              | Lu              | Ma              |                 |
| Giugno          | Me              | Gi              | Ve              | Sa              | Do              | Lu              | Ma              | Me              | Gi              | Ve              | Sa              | Do              | Lu              | Ma              | Me              | Gi              | Ve              | Sa              | Do              | Lu              | Ma              | Me              | Gi              | Ve              | Sa              | Do              | Lu              | Ma              | Me              | Gi              |                 |                 |
| Luglio          | Ve              | Sa              | Do              | Lu              | Ma              | Me              | Gi              | Ve              | Sa              | Do              | Lu              | Ma              | Me              | Gi              | Ve              | Sa              | Do              | Lu              | Ma              | Me              | Gi              | Ve              | Sa              | Do              | Lu              | Ma              | Me              | Gi              | Ve              | Sa              | Do              |                 |
| Agosto          | Lu              | Ma              | Me              | Gi              | Ve              | Sa              | Do              | Lu              | Ma              | Me              | Gi              | Ve              | Sa              | Do              | Lu              | Ma              | Me              | Gi              | Ve              | Sa              | Do              | Lu              | Ma              | Me              | Gi              | Ve              | Sa              | Do              | Lu              | Ma              | Me              |                 |
| Settembre       | Gi              | Ve              | Sa              | Do              | Lu              | Ma              | Me              | Gi              | Ve              | Sa              | Do              | Lu              | Ma              | Me              | Gi              | Ve              | Sa              | Do              | Lu              | Ma              | Me              | Gi              | Ve              | Sa              | Do              | Lu              | Ma              | Me              | Gi              | Ve              |                 |                 |
| Ottobre         | Sa              | Do              | Lu              | Ma              | Me              | Gi              | Ve              | Sa              | Do              | Lu              | Ma              | Me              | Gi              | Ve              | Sa              | Do              | Lu              | Ma              | Me              | Gi              | Ve              | Sa              | Do              | Lu              | Ma              | Me              | Gi              | Ve              | Sa              | Do              | Lu              |                 |
| Novembre        | Ma              | Me              | Gi              | Ve              | Sa              | Do              | Lu              | Ma              | Me              | Gi              | Ve              | Sa              | Do              | Lu              | Ma              | Me              | Gi              | Ve              | Sa              | Do              | Lu              | Ma              | Me              | Gi              | Ve              | Sa              | Do              | Lu              | Ma              | Me              |                 |                 |
| Dicembre        | Gi              | Ve              | Sa              | Do              | Lu              | Ma              | Me              | Gi              | Ve              | Sa              | Do              | Lu              | Ma              | Me              | Gi              | Ve              | Sa              | Do              | Lu              | Ma              | Me              | Gi              | Ve              | Sa              | Do              | Lu              | Ma              | Me              | Gi              | Ve              | Sa              |                 |